# 彰化縣芬園鄉茄荖國民小學
彰化縣芬園鄉茄荖國民小學簡稱為茄荖國小，乃位於臺灣彰化縣芬園鄉之縣立國民小學。

## 校史沿革
- 1941年：經地方仕紳洪身長[註 1]耳等人爭取，4月1日芬園公學校（今彰化縣芬園鄉芬園國民小學）增設下茄荖分教場。
- 1946年：2月1日下茄荖分教場獨立成茄荖國民學校。
- 1968年：6月1日因實施九年國民義務教育，校名改為彰化縣芬園鄉茄荖國民小學。
- 2016年：11月舉行七十周年校慶運動會。

## 歷任校長
- 2003年-2007年：包小娟（第十五任）
- 2007年-2013年：許聖明（第十六任）
- 2013年-2020年：石玲惠（第十七任）
- 2020年迄今：王材源（第十八任）

## 學區
茄荖國小的學區包含該鄉之茄荖村、嘉興村等。

## 畢業校友
- 洪慶章：曾任芬園鄉鄉長。

## 外部連結
- 彰化縣芬園鄉茄荖國民小學 （页面存档备份，存于）
- 彰化縣政府教育處 （页面存档备份，存于）